# I demoni
I demoni (in russo Бесы?, Besy) è un romanzo di Fëdor Dostoevskij pubblicato in volume per la prima volta nel 1873.
La traduzione del titolo originale ha subito variazioni a seconda della casa editrice: mentre il titolo più usato è appunto quello de I dèmoni (plurale di "demone"), si sono avuti anche come titolo I demònî (plurale di "demonio"), Gli indemoniati o Gli ossessi. Il titolo si riferisce appunto ai 'diavoli, posseduti, spiriti maligni' rappresentati da alcuni dei personaggi principali.
La seconda moglie di Dostoevskij, Anna Grigor'evna Dostoevskaja, racconta che chi veniva a comprare le copie del romanzo, spesso ne storpiava il nome: "Qualcuno lo chiamava Le forze nemiche, un altro diceva «Sono venuto per i diavoli»; un terzo chiedeva alla cameriera «Una decina di diavoli». La vecchia bambinaia, sentendo questi nomi, se la prendeva con me, dicendo che, da quando tenevamo in casa gli spiriti impuri, il suo pupillo (mio figlio) era diventato irrequieto e dormiva male la notte".

## La genesi del romanzo

### Vita di un grande peccatore
"Io ripongo grandi speranze nel romanzo che sto attualmente scrivendo per il "Messaggero Russo": così scrive Dostoevskij il 5 aprile 1870, in una lettera indirizzata a Nikolaj Nikolaevič Strachov, filosofo e amico personale. L'opera che l'autore ha in mente si sta formando lentamente ma inesorabilmente da due anni: Sarà il mio ultimo romanzo. Avrà l'ampiezza di Guerra e pace, scrive con enfasi il giorno dopo ad Apollon Nikolaevič Majkov, anche se poi in realtà l'opera non è stata la sua ultima.
Nella stessa lettera rivela che il titolo che ha in mente è Vita di un grande peccatore, titolo che non vedrà mai la luce, perché la storia a cui Dostoevskij sta lavorando è talmente ampia che alla fine verrà sviluppata in due romanzi distinti: I demoni e L'adolescente.

### L'ambiente politico
La seconda moglie di Dostoevskij testimonia che il marito era molto interessato agli avvenimenti politici dell'epoca, che il fratello di lei gli raccontava. Il 21 novembre 1869, infatti, lo studente universitario Ivan Ivanovič Ivanov viene ucciso da una cellula rivoluzionaria capeggiata da Sergej Gennadjevič Nečaev (autore insieme a Bakunin dell'opera Catechismo del rivoluzionario). Il processo di Nečaev provoca scalpore in tutta la Russia e si conclude con la condanna del colpevole a 20 anni di carcere.
Dostoevskij apprende la notizia mentre si trova con la moglie a Dresda, dopo essere fuggito in Europa per evitare la prigione per debiti. Nel continente conduce un'esistenza nomade e nella miseria, affetta dal demone della roulette e dalla nascita di nuovi figli.
Dostoevskij aborrisce il declino morale che la gioventù russa sembra stia subendo. Ivan Sergeevič Turgenev, con il suo famoso romanzo Padri e figli, aveva già d'altronde fatto conoscere ampiamente al grande pubblico il concetto di nichilismo, una corrente di pensiero che si diffonde rapidamente in quegli anni fra i giovani, cosa che infastidisce fortemente Dostoevskij.
Nečaev, il rivoluzionario organizzatore di cellule terroristiche, si trasforma nel personaggio di Pëtr Verchovenskij, mentre lo studente universitario Ivanov veste i panni di Šatov. Ma durante la lavorazione nella mente dell'autore si affaccia il "vero" protagonista del romanzo, che sarà il 'demone' Nikolaj Stavrogin.

### Il "vero" protagonista
Iniziato a scrivere verso la fine del 1869, il romanzo appare subito problematico per l'autore. Scritta infatti una prima parte, l'autore viene "visitato dall'autentica ispirazione e a un tratto mi sono innamorato del mio tema", come scriverà il 21 ottobre 1870. Riscrive quella prima parte, seguendo l'ispirazione avuta, finché sorge un altro problema: "si è fatto avanti un nuovo personaggio che avanzava la pretesa di essere lui il vero protagonista del romanzo, cosicché il precedente protagonista (un personaggio interessante, ma che effettivamente non meritava il ruolo di protagonista) si è ritirato in secondo piano. Questo nuovo protagonista mi ha talmente affascinato che ho cominciato un'altra volta a riscrivere il romanzo".
Il "vecchio" protagonista è Pëtr Verchovenskij che, come novello Nečaev, porta avanti i suoi propositi rivoluzionari reclutando e organizzando uomini al proprio scopo. Il "nuovo" protagonista è invece Nikolaj Stavrogin, figura che incarna un'altra tipologia di giovane odiata dall'autore: quello del viziato annoiato e immorale. Eppure Dostoevskij sembra nutrire per lui un affetto ed attenzione maggiore che per gli altri; fa nascere il cognome del personaggio dalla parola greca σταυρός (stauròs) che significa "croce", volendo dare elementi religiosi ad un personaggio che a prima vista non pare proprio averne. Eppure sarà l'unico dei tanti "peccatori" del romanzo che prenderà pienamente coscienza dei propri peccati e che pagherà spontaneamente per questi.

## Trama

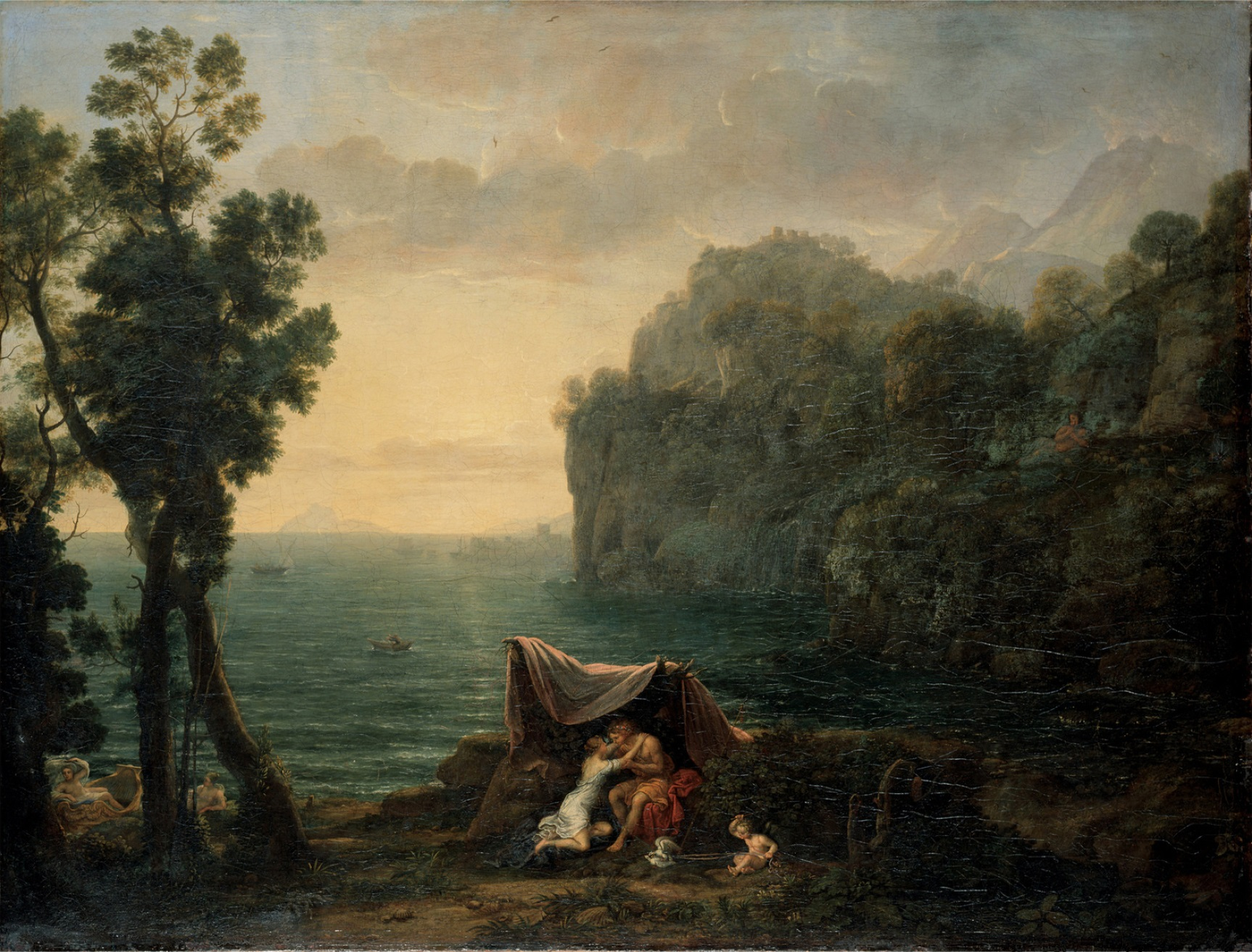
Aci e Galatea di Claude Lorrain (1600-1682), un quadro che svolge un'importante funzione all'interno del romanzo

L'azione si svolge quasi esclusivamente in una provincia senza nome vicino a San Pietroburgo ed è raccontata da Anton, colui che parla in prima persona; questi è un ufficiale ed ha seguito tutti gli eventi, o direttamente o perché raccontatigli da qualcuno dei protagonisti. Anton Lavrentievič è un caro amico di Stepan Trofimovič, che vive come tutore un po' esteta alla residenza della ricca Varvara Petrovna, vedova nonché imperiosa nobildonna.
Il figlio di lei, Nikolaj Vsevolodovič Stavrogin, torna a casa dopo aver trascorso anni di vita dissoluta all'estero; torna trasformato soprattutto nell'animo, moralmente prosciugato da ogni illusione ideale o romantica di gioventù. Pëtr Stepanovič, figlio di Stepan Trofimovič, cerca la collaborazione di Nikolaj Vsevolodovič: egli vorrebbe metterlo a capo di un gruppo di cospiratori che ha l'obiettivo di rovesciare tutte le autorità, laiche e religiose. A questo scopo, con i suoi cinque affiliati, oltre alla collaborazione di Šatov e Kirillov, sta preparando degli attentati terroristici.
La 'generalessa' Varvara Petrovna ha intanto predisposto un piano per far sposare il figlio con la benestante Lizaveta Nikolaevna, figlia di una cara amica di famiglia, un matrimonio che dovrebbe esser di puro interesse; ma ella non sa ancora che Nikolaj, mentre si trovava a San Pietroburgo, ha già sposato in segreto (ed apparentemente senza alcun motivo) Marija Timofeevna, sorella storpia ed in parte fuor di senno dell'ubriacone Lebjadkin. Nikolaj Vsevolodovič pare rimanere impermeabile a qualsivoglia emozione, distaccato e distante, quasi fosse afflitto da una perenne noia esistenziale o oblio dell'anima.
Il giovane Šatov continua ad esser combattuto tra una profonda ammirazione ed un altrettanto forte senso di disprezzo nei confronti di Nikolaj: per merito suo sostiene infatti d'aver trovato la fede in Dio e non sembra troppo turbato dal fatto che questi abbia avuto una relazione con sua moglie, Marija Ignatijevna. Nikolaj in realtà ha un altro segreto inconfessabile, oltre a quello del matrimonio, che cela con cura in cuore.
Kirillov intanto rivela in dettaglio agli altri la propria intenzione di uccidersi e ciò per dimostrare così a tutti l'inesistenza, non solo delle leggi divine, ma dello stesso Dio. Il suo progetto filosofico vuol esser quindi un suicidio educativo; in maniera tanto tragica quanto teatrale si spara un colpo di rivoltella nella tempia dopo un drammatico incontro con Pëtr Stepanovič.
Un certo Fed'ka, tipo losco ed inquietante, presentatosi davanti a Nikolaj, gli offre di liberarlo dalla storpia Marija per poter così aver spianata la strada del matrimonio con la danarosa ragazza trovata per lui dalla madre. Ma la proposta del criminale viene bruscamente respinta da Nikolaj. In seguito il giovane pare voler confidarsi con la sorella di Ivan, la buona Dar'ja Pavlovna, chiedendo in modo ancora abbastanza imprecisato e non perfettamente chiaro, perdono per tutti i suoi crimini passati e finanche per quelli futuri che non ha ancora commesso. Avrà anche un colloquio con lo starec Tichon e gli racconterà della sua assoluta incapacità di credere in Dio ed aver fede nella sua religione: si viene a questo punto a conoscere la verità, cioè che Nikolaj ha tempo addietro violentato una bambina, la quale, per la vergogna e la disperazione, si è subito dopo impiccata. Lui non ha fatto nulla per impedire la tragedia, anzi in quel momento già pregustava quello che avrebbe potuto fare la piccola dopo esser stata così brutalmente sedotta ed abbandonata.
Nel frattempo Pëtr Stepanovič ha trovato l'obiettivo adatto: la debolezza di Lembke, nuovo governatore della regione, e l'ambizione liberaleggiante della moglie, Julia Michajlovna, tramite la quale egli assume un ruolo di rilievo nella società mondana della cittadina. Segretamente, egli riunisce varie persone per organizzare un complotto, che forse prevederà "un assassinio politico", e frattanto si adopera per spargere ovunque confusione e discredito per l'autorità.
Cercando di attrarre a sé Nikolaj Vsevolodovič, Pëtr Stepanovič era giunto al punto d'offrirgli il comando del gruppo, ma quegli non si è mai fatto attrarre alla causa nichilista propugnata da questi giovani uomini disillusi da tutto: da allora i due hanno continuato nel tempo a discutere dei rispettivi ideali. In una riunione clandestina, il congiurato Šigalëv propone un nuovo sistema politico, in cui il 90% dell'intera popolazione del grande impero russo sia costretta a lavorare al livello più primitivo d'esistenza, rimanendo completamente sotto il controllo e dominate dal restante 10%.
Le manovre di Pëtr Stepanovič culminano nell'uccisione, per mano di Fed'ka, di Marija Timofeevna e del fratello. Nikolaj ha tentato nel frattempo di partire assieme a Lizaveta; ma quando lui le dice di non aver fatto nulla per impedire l'assassinio della moglie, lei si affretta di corsa verso il luogo dell'omicidio: qui viene letteralmente linciata dalla folla impazzita, che la crede mandante dell'efferato crimine.
Il rifiuto di Nikolaj Vsevolodovič fa sfumare i progetti di Pëtr Stepanovič. Convinto che Šatov possa denunciare tutti, Pëtr Stepanovič lo fa ammazzare a sangue freddo. La responsabilità di questo assassinio e degli altri misfatti verrà addossata a Kirillov, il quale, nella sua indifferenza, ha accettato di scrivere una lettera d'addio in cui si dichiara responsabile.
Stepan Trofimovič decide di lasciare la città, ma durante il viaggio a piedi si ammala. Varvara l'ha fatto cercare e, appena ritrovatisi l'uno di fronte all'altra, non possono far altro che confessarsi i reciproci sentimenti d'amore che sempre hanno provato, ma tenuto segreto e represso per anni.
Nikolaj, dopo avere proposto a Dar'ja di seguirlo in Svizzera, travolto dal senso di colpa sempre più insopportabile (è afflitto costantemente da allucinazioni, attraverso cui gli appaiono una varietà enorme di 'spiriti maligni'), finisce con l'impiccarsi ad una trave della soffitta di casa, esattamente nello stesso modo che era stato scelto dalla bambina stuprata da lui anni prima.

## Personaggi

### Protagonisti
Stepan Trofimovič Verchovenskij
Scrittore occidentalista e poeta incompreso, ingenuo e sentimentale, padre di Pëtr Verchovenskij. Simbolo delle "colpe dei padri"; ma è proprio da lui che giungono le uniche parole di conforto per il lettore sul finire del romanzo. Tutore di Nikolaj quando questi era un bambino, è uno sconfitto dalle ambizioni irrealizzate, dalla sfortuna in amore e dall'impotenza che dimostra di fronte ai problemi.
Nikolaj (Nikolas) Vsevolodovič Stavrogin
Ultimo discendente di una ricca famiglia di proprietari terrieri. Taciturno, sempre perfettamente padrone di sé e dotato di una straordinaria forza fisica; dopo la laurea s'era arruolato nell'esercito e presto divenne guardia imperiale, ma a causa di vari scandali e della sua partecipazione a duelli vietati è stato rimosso.
Diventa la rappresentazione del "male morale assoluto", lo spirito demoniaco per eccellenza. Sebbene lungo il corso della storia appaia meno di altri personaggi (a volte scomparendo addirittura dalla scena) è lui l'autentico motore del romanzo, attorno al quale vengono a ruotare poi tutti gli altri personaggi.
Pëtr Stepanovič Verchovenskij
Figlio di Stepan Trofimovič e creatore di una cellula terroristica atta a sovvertire le leggi dello Stato; leader del movimento rivoluzionario locale. Abbastanza intelligente, ma soprattutto cinico manipolatore, un giovane nervoso appassionato.
Ivan Pavlovič Šatov (Šatuška)
Studente liberalista, è stato in passato negli Stati Uniti in compagnia di Kirillov. È un fervente credente della grande missione assegnata al popolo russo. Viene ammazzato il giorno dopo che la moglie partorisce il figlio di Nikolaj.
Aleksej Nilič Kirillov
Ingegnere affetto da smania nichilista; a suo parere la gente non ha il coraggio di suicidarsi essenzialmente per due motivi, la paura del dolore e il timore del 'dopo'. Ha la ferma intenzione di liberarsi da entrambe queste paure programmando il proprio libero e lucido suicidio, considerato come prova di piena avvenuta liberazione. In qualità di "imitatore di Cristo", si uccide per dimostrare l'inesistenza di Dio e delle sue leggi. Il personaggio viene ampiamente studiato da Albert Camus nel saggio Il mito di Sisifo.
Varvara Petrovna Stavrogina
Madre di Nikolaj Vsevolodovič. Non pare mai riuscir a comprendere veramente cosa vive dentro il suo cuore il figlio tormentato.
Anton Lavrentievič G... v
L'Io narrante, colui che racconta il succedersi dei fatti. Amico e confidente di Stepan Trofimovič.

### Altri personaggi
Marija (Marie) Ignatijevna Šatova
Moglie di Ivan, sposata da questi all'estero. Ha avuto una relazione con Nikolaj a seguito della quale è rimasta incinta.
Praskov'ja Ivanovna Drozdova
Amica di Varvara Petrovna, ospita per un periodo nella propria abitazione Nikolaj.
Lizaveta (Liza) Nikolaevna Tušina
Figlia di Praskov'ja Ivanovna, amante di Nikolaj.
Dar'ja (Daša) Pavlovna Šatova
Sorella di Šatov e pupilla di Varvara Petrovna.
Ignat Timofeevič Lebjadkin
Ex-Capitano ubriacone e manesco.
Marija Timofeevna Lebjadkina
Sorella zoppa e un po' matta di Ignat. È la moglie segreta di Nikolaj.
Andrej Antonovič von Lembke
Governatore del paese
Julia Michajlovna von Lembke
Moglie influente del governatore.
Andrej Antonovič Blüm
Parente e consigliere personale del governatore.
Karmazinov
Un letterato amico della famiglia Drozdov. Presuntuoso e cosmopolita, convinto che il futuro del mondo dipende dal destino dei suoi manoscritti (è una caricatura di Ivan Turgenev).
Semën Jakovlevič Tichon
Sacerdote ortodosso.
Fëdor Fëdorovič (Fëd'ka)
Un criminale evaso dalla Siberia
Virginskij; Šigalëv; Sergej Vassil'evič Liputin; Ljamšin; Tolkačenko
Membri della "cinquina terroristica". Vogliono creare il paradiso in terra in cambio della rinuncia alla libertà; la loro idea è quella di produrre una società di schiavi dominati dalla paura nei confronti di un piccolo gruppo di governanti, che debbon controllar l'intero sistema ed utilizzarlo ai propri fini.

## Riassunto Capitoli

### Parte I
Dopo una quasi illustre ma breve carriera accademica, Stepan Trofimovič Verchovenskij vive con la facoltosa proprietaria terriera Varvara Petrovna Stavrogina nella sua tenuta di Skvoreshniki, in una cittadina di provincia russa. Inizialmente Stepan Trofimovič viene impiegato come precettore del figlio di Varvara Petrovna, Nikolaj Vsevolodovich Stavrogin, e risiede nella tenuta per quasi vent'anni in una relazione intima ma platonica con la sua nobile padrona. Stepan Trofimovič ha già un figlio da un suo precedente matrimonio, ma questi viene cresciuto lontano dagli occhi del padre.
Un'agitata Varvara Petrovna torna dalla Svizzera dove è stata a far visita al figlio. Lei rimprovera Stepan Trofimovič per la sua irresponsabilità finanziaria, ma la sua preoccupazione principale è un intrigo a cui ha dovuto far fronte in Svizzera riguardante una relazione tra suo figlio e Liza Tushina, la bellissima figlia della sua amica Praskovya. Praskovya e Liza arrivano in città ma senza Nikolaj Vsevolodovich che è partito per San Pietroburgo. Secondo Praskovya, anche la giovane protetta di Varvara Petrovna, Darya Pavlovna (Dasha), è stata coinvolta in una relazione con Nikolaj Vsevolodovich, ma i contorni della storia sono sfocati ed ambigui. Varvara Petrovna concepisce quindi l'idea di combinare un matrimonio tra Stepan Trofimovič e Dasha. Anche se sbigottito, Stepan Trofimovič accetta la sua proposta per risolvere un problema finanziario piuttosto delicato. Influenzato dalle voci che circolano, egli inizia a sospettare di esser stato coinvolto in questo matrimonio solo per coprire i peccati di Nikolaj, così scrive una nobile lettera a quest'ultimo e a Darya Pavlovna. Le cose si complicano con l'arrivo di una misteriosa ragazza zoppa, Marya Lebyadkina, alla quale si dice sia legato lo stesso Nikolaj Vsevolodovich, anche se nessuno sembra sapere esattamente come. Un suggerimento viene dato quando Varvara Petrovna chiede alla mentalmente disturbata Marya, dopo averla incontrata fuori dalla cattedrale, se lei fosse Lebyadkina, al che la ragazza risponde di no.
Varvara prende con sé Marya (e anche Liza, che ha insistito per andare con lei) e la porta a Skvoreshniki. Sono già presenti Dasha, suo fratello maggiore Ivan Shatov ed un nervoso Stepan Trofimovič. Praskovya arriva, accompagnata da suo nipote Mavriky Nikolaevich, domandando perché sua figlia sia stata coinvolta in quello scandalo di Varvara. Varvara Petrovna chiede allora a Dasha riguardo a un'importante somma di denaro che Nikolaj Vsevolodovich avrebbe apparentemente spedito al fratello di Marya tramite lei, ma a dispetto della sua lineare risposta, i fatti non diventano chiari. Il fratello di Marya, l'ubriacone capitano Lebyadkin, giunge cercando la sorella e confonde le idee di Varvara Petrovna con una invettiva abbastanza squilibrata riguardo a una situazione di disonore che non può essere rivelata. A questo punto il maggiordomo annuncia che Nikolaj Vsevolodovich è arrivato. Con sorpresa di tutti però è un completo sconosciuto ad entrare e ad iniziare la conversazione: questi infatti si rivela essere Pëtr Stepanovich Verkhovensky, il figlio di Stepan Trofimovič. Mentre egli parla, entra quietamente Nikolaj Vsevolodovič Stavrogin. Varvara Petrovna lo ferma imperiosamente e, indicando Marya, esige di sapere da lui se ella è legalmente sua moglie. Egli non risponde, le bacia la mano e senza fretta si avvicina a Marya. Egli spiega che Marya è una sua devota amica, né fidanzata né moglie, che non dovrebbe essere lì e quindi l'accompagnerà a casa. Marya accetta e i due escono. Nel frastuono che nasce in seguito alla loro uscita, la voce più forte è quella di Pëtr Stepanovich, il quale riesce a persuadere Varvara Petrovna ad ascoltare le sue spiegazioni su ciò che in precedenza è accaduto. In base alle sue parole, Nikolaj diventò una conoscenza dei Lebyadkin quando stava abbandonando una vita di "derisione" a Pietroburgo cinque anni prima. L'oppressa, zoppa e mezza matta Marya si era innamorata senza speranza di lui, al che egli rispondeva trattandola come una regina in ragione di una profonda pietà, ma senza scambiare con lei più che due o tre frasi in tutto il tempo. Lei cominciò ugualmente a pensarlo come suo fidanzato e quando lui prese ad aiutarla con una sostanziosa indennità per liberarsene, suo fratello se ne appropriò come se ne avesse diritto. Varvara Petrovna, udendo queste parole, è euforica e quasi trionfante: le azioni del figlio hanno un fondamento nobile anziché ignominioso come molte voci e persino lettere anonime pretendevano. Sotto l'interrogatorio di Pëtr Stepanovich, il Capitano Lebyadkin conferma con riluttanza la verità di tutta la storia. Egli se ne va furente, incontrando sulla soglia della stanza Nikolaj che ritorna dopo aver accompagnato Marya. Nikolaj si rivolge a Dasha, congratulandosi per il suo imminente matrimonio con Stepan, di cui, spiega, è stato espressamente informato. A quel punto, Pëtr Stepanovich si inserisce nuovamente nella conversazione dicendo di aver ricevuto una lunga e confusa lettera dal padre in cui veniva informato che il matrimonio di questi sarebbe stato un modo per coprire dei peccati altrui e, unitamente a ciò, lo supplicava di salvarlo. Varvara Petrovna, inferocita, dice a Stepan di lasciare la tenuta e di non farvi mai più ritorno. Nel tumulto che segue, Ivan Shatov, il fratello di Darya Pavlovna, che non ha detto una parola per tutto il tempo, attraversa la stanza per porsi davanti a Nikolaj. Lo guarda negli occhi a lungo senza dire nulla e tutto a un tratto lo colpisce con uno schiaffo molto forte; Nikolaj sembra sul punto di reagire, ma poi si limita a fissare impassibilmente Ivan. Shatov abbassa gli occhi e se ne esce apparentemente colpito. Liza cerca di fuggire dalla stanza, ma grida e sviene sul pavimento.

### Parte II
Le notizie degli eventi di Skvorèsniki si diffondono nella società in modo sorprendentemente rapido. I principali partecipanti si isolano, con l'eccezione di Pètr Stepànovic, che si insinua attivamente nella vita sociale della città. Dopo otto giorni, egli visita Stavrogin e la vera natura delle loro relazioni comincia a diventare evidente. Non c'era, come alcuni sospettano, un'intesa esplicita tra di loro. Piuttosto Pètr Stepànovic sta cercando di coinvolgere Stavrogin in alcuni piani politici radicali di suo conto, e sta avidamente cercando di fare dei favori a Nikolaj nella speranza di essere ricambiato. Stavrogin, mentre sembra accettare che Pètr Stepànovic agisca per suo conto, in gran parte non risponde a queste aperture e continua a perseguire il suo proprio ordine del giorno.
Una notte Stavrogin lascia Skvorèsniki in segreto e si fa strada a piedi a casa di Fillipov, dove vive Shatov. Lo scopo principale della sua visita è quello di consultare il suo amico Kirillov, che vive anche in quella casa. Stavrogin ha ricevuto una lettera straordinariamente offensiva da Artèmij Gagànov, il figlio di un proprietario terriero - Pavel Gagànov - al quale Nikolai tirò il naso per scherzo alcuni anni prima, ed è stato lasciato con nessun'altra scelta che sfidarlo a duello. Chiede a Kirillov di essere il suo secondo e di prendere accordi. Discutono questioni filosofiche e Kirillov comunica a Stavrogin la sua ferma intenzione di suicidarsi in un prossimo futuro. Stavrogin si reca quindi da Shatov, e ancora una volta lo sfondo degli eventi a Skvorèsniki comincia a rivelarsi. Shatov aveva intuito il segreto dietro la relazione tra Stavrogin e Marya (in realtà sono sposati) e lo aveva colpito per la rabbia per via della sua bassezza. In passato Stavrogin aveva infatti ispirato Shatov con esortazioni del Cristo russo, ma questo matrimonio e altre azioni hanno provocato una delusione completa, che Shatov ora esprime con rabbia. Stavrogin si difende con calma e razionalità, ma non del tutto convincente. Egli mette in guardia anche Shatov, che è un ex membro, ma ora acerrimo nemico della società rivoluzionaria di Pyotr Verchovènskij, che Verchovènskij potrebbe star pianificando di ucciderlo. Stavrogin continua a piedi per una parte lontana della città, diretto verso la nuova residenza dei Lebjàdkin. Lungo la strada incontra Fèd'ka, un evaso, che lo aspettava al ponte. Pètr Stepànovic, convinto di fare un favore a Nikolaj, ha informato Fèd'ka che Stavrogin può avere bisogno dei suoi "servizi" in relazione ai Lebjàdkin (ovvero ucciderli), ma Stavrogin lo respinge con forza. Dice a Fèd'ka che non gli darà un soldo e che se lo incontra di nuovo lo legherà e lo porterà alla polizia. Dai Lebjàdkin informa il capitano che in un prossimo futuro annuncerà pubblicamente il matrimonio tra lui e Marya e che non gli darà più un soldo; si reca poi da Marya, ma qualcosa in lui la spaventa e diventa diffidente. La sua proposta di venire a vivere con lui in Svizzera è accolta con disprezzo. Lei lo accusa di essere un impostore che è venuto per ucciderla con il coltello, ed esige di sapere cosa ha fatto al "vero principe". Stavrogin si arrabbia, la spinge con violenza e la lascia in preda ai suoi deliri. Sulla strada del ritorno si imbatte nuovamente in Fèd'ka, che ribadisce l'offerta dei suoi servizi. Stavrogin lo afferra, lo sbatte contro un muro e comincia a legarlo. Tuttavia, si ferma quasi subito e continua per la sua strada, con Fèd'ka al seguito. Alla fine Stavrogin scoppia in una risata: si svuota il contenuto del suo portafoglio in faccia a Fèd'ka, e se ne va.
Il duello tra Nikolaj e Artèmij Gagànov si svolge il pomeriggio seguente, ma nessuno viene ucciso. Facendo infuriare Gagànov, Stavrogin sembra perdere deliberatamente, come per banalizzare il duello e insultare il suo avversario, anche se lui dice che è perché non vuole più uccidere nessuno. Ritorna a Skvorèsniki dove incontra Dasha che, come ora diventa evidente, è una sorta di sua confidente, o "infermiera" come lui la chiama. Lui le racconta il duello e l'incontro con Fèd'ka, ammettendo di aver dato a Fèd'ka del denaro, gesto che potrebbe essere interpretato come un acconto per uccidere la moglie. Le chiede, in tono ironico, se lei continuerebbe a venire da lui, anche se scegliesse di accettare l'offerta di Fèd'ka. Inorridita, Dasha non risponde.
Pètr Stepànovic è nel frattempo molto attivo nella società, forma relazioni e coltiva le condizioni che, lui pensa, lo aiuteranno nei suoi obiettivi politici. È particolarmente focalizzato su Julia Michàjlovna Von Lembke, moglie del governatore. Con l'adulazione, la circonda con il suo seguito di giovani scapestrati e incoraggiando la sua esagerata ambizione liberale, egli acquisisce un forte ascendente su di lei. Lui e il suo gruppo di co-cospiratori sfruttano la loro vicinanza alla governatrice per generare un clima di leggerezza e cinismo nella società. Si abbandonano a varie imprese di cattivo gusto, clandestinamente distribuiscono propaganda rivoluzionaria, e agitano i lavoratori nella fabbrica locale dello Spigulin. Sono particolarmente attivi nel promuovere il 'Gala Letterario' di Julia Michàjlovna per raccogliere fondi per governanti povere, e questo diventa ben presto un evento molto atteso per tutta la città. Il Governatore, Andrey Antonovich, è profondamente turbato dal successo di Pètr Stepànovic con la moglie (sospetta addirittura che questa lo tradisca con lui) e al tempo stesso freme di rabbia per il modo irrispettoso con cui Pètr Stepànovic lo tratta, ma è dolorosamente incapace di fare qualcosa al riguardo. Incapace di far fronte agli strani eventi e alle pressioni montanti, comincia a mostrare segni gravi di disturbo mentale. Pyotr Stepanovich adotta un approccio simile con suo padre, portando Stepan Trofìmovic in uno stato di frenesia, ridicolizzandolo senza sosta e minando il suo rapporto con Varvara Petrovna.
Pètr Stepànovic visita Kirillov per ricordargli un "accordo" vigente tra loro: Kirillov, prima di suicidarsi, dovrà scrivere una lettera in cui si accuserà dei misfatti in realtà compiuti dalla società rivoluzionaria. Egli invita Kirillov, e successivamente Shatov, a una riunione della sezione locale della società, che si terrà più tardi quel giorno. Egli chiama poi Stavrogin, reduce da un animato incontro con Mavrìkij Nikolàevic, nuovo fidanzato di Liza. Stavrogin, tuttavia, sembra essere di buon umore e si accompagna volentieri a Pètr Stepànovic alla riunione. Sono presenti una grande varietà di idealisti, tipi di scontenti e pseudo-intellettuali, in particolare il filosofo Shigalyev che tenta di esporre la sua teoria sulla storicamente necessaria organizzazione sociale totalitaria del futuro. La conversazione è insana e senza direzione fino a che Pètr Stepànovic prende il controllo e cerca di stabilire chi sia effettivamente pronto a prendersi un impegno per la causa della rivoluzione violenta. Egli sostiene che la questione possa essere risolta da una domanda semplice da parte di ogni individuo: essendo a conoscenza di un omicidio politico pianificato, informeresti la polizia? Appena tutti gli altri si affrettano ad affermare che non l'avrebbero naturalmente informata, Shatov si alza ed esce, seguito da Stavrogin e Kirillov. Segue un tumulto. Pètr Stepànovic abbandona la riunione e si precipita dietro a Stavrogin. Lo incontra a casa di Kirillov, dove si nasconde anche Fèd'ka; Verchovènskij chiede così a Stavrogin se fornirà i fondi per trattare con i Lebjàdkin. Ha infatti acquisito la prova, sotto forma di una lettera inviata a Von Lembke, che il capitano sta meditando di tradire tutti. Stavrogin rifiuta e se ne va. Verchovènskij cerca di fermarlo, ma Stavrogin lo getta a terra e continua per la sua strada. Verchovènskij gli si getta alle calcagna ancora una volta e, con grande stupore di Stavrogin, improvvisamente si trasforma in un pazzo delirante. Si lancia in un monologo incoerente, alternativamente con passione persuasiva e con vile sottomissione, disperatamente implorando Stavrogin ad unirsi alla sua causa. Il discorso sembra quasi una dichiarazione d'amore, raggiungendo il culmine con l'esclamazione "Stavrogin, sei bello!" e un tentativo di baciare la sua mano. Il piano di Verchovènskij, si scopre, non ha nulla a che fare con il socialismo, ma è puramente quello di distruggere il vecchio ordine e prendere il potere: Stavrogin, nei piani di Pètr Stepanovic, dovrebbe essere il leader del nuovo ordine, grazie al suo carisma e alla volontà di ferro. Stavrogin rimane freddo, ma in realtà non dice di no, e Pètr Stepànovic persiste con i suoi schemi.
Il giorno dopo Nikolj Vsèvolodovic si reca al monastero per incontrarsi con Tìchon, importante figura spirituale della zona, seguendo un consiglio di Shatov. Stavrogin e Tìchon hanno un intenso dialogo, durante il quale il giovane decide di mostrare al religioso una sua confessione scritta, grazie alla quale veniamo a sapere che Stavrogin, durante i suoi anni di vita dissoluta a Pietroburgo, si era spinto fino al punto di abusare sessualmente della giovanissima figlia dei suoi padroni di casa, la quale poi si era suicidata senza che Stavrogin, che pure aveva intuito che sarebbe andata a finire così, avesse fatto niente per salvarla. Stavrogin confessa a Tìchon di comportarsi così, alternando gravi bassezze a gesti magnanimi (come il non aver voluto uccidere Gaganov in duello) perché attratto dall'ebbrezza che entrambi questi tipi di azioni gli provocano; confessa però anche di essere tormentato dall'immagine della bambina da lui violentata, che gli appare continuamente come un fantasma. (Questo capitolo è stato censurato nelle prime edizioni del romanzo ed è spesso pubblicato in appendice).
Nel frattempo il malessere sociale si intensifica con l'avvicinarsi del giorno del gala letterario. L'assistente del Governatore, sotto la falsa impressione che Stepàn Trofìmovic sia la fonte dei disordini, ordina una perquisizione di casa sua. Profondamente scosso, Stepàn Trofìmovic va dal governatore per lamentarsi. Arriva contemporaneamente ad un grande gruppo di operai della fabbrica Spigulin che sono in protesta per le condizioni di pagamento. Già in un precario stato d'animo, il governatore Von Lembke risponde a entrambi i problemi in maniera autoritaria e un po' demente. Julia Michàjlovna e il suo seguito, tra i quali ci sono Varvara Petrovna e Liza, ritornano da una visita a Skvorèsniki e il Governatore è ulteriormente umiliato dalla moglie che lo snobba pubblicamente. Non appena Julia Michàjlovna si impegna con Stepan Trofìmovic e il 'grande scrittore' Karmazìnov, che dovranno leggere il giorno dopo al Gala, Pètr Stepànovic entra. Vedendolo, Andrey Antonovich continua a mostrare segni di squilibrio aggredendolo verbalmente. Ma l'attenzione viene immediatamente deviata ad un nuovo dramma: Stavrogin è entrato nella stanza, ed è stato avvicinato da Liza. A gran voce lei si lamenta delle molestie da parte di un certo capitano Lebjàdkin, che dice di essere in relazione con Stavrogin in quanto fratello di sua moglie. Stavrogin allora ammette tranquillamente che Marja Lebyadkina è effettivamente sua moglie, e che egli farà in modo che il capitano non provochi ulteriori problemi. Varvara Petrovna è inorridita, ma Stavrogin sorride semplicemente e se ne va. Liza lo segue.

### Parte III
La tanto decantata matinée letteraria e il ballo si svolgono il giorno successivo. La maggior parte della città ha sottoscritto e tutte le persone influenti sono presenti al momento della lettura, con l'eccezione degli Stavrogin. Julia Michàjlovna, che è in qualche modo riuscita a placare il marito Andrey Antonovich, è al vertice della sua ambizione. Ma le cose vanno male fin dall'inizio. Gli associati di Pètr Stepànovic, Ljàmsin e Lipùtin, approfittano del loro ruolo di amministratori per modificare lo svolgimento in modo provocatorio, e permettono ad un sacco di tipi di basso livello di entrare senza pagare. La lettura inizia con la non programmata salita sul palco di un irrimediabilmente ubriaco capitano Lebjàdkin, di cui Lipùtin comincia a leggere la poesia, un pezzo ottuso ed offensivo verso Julia Michàjlovna. Egli è rapidamente seguito dal genio letterario Karmazìnov che sta leggendo un addio al suo pubblico dal titolo "Merci". Per più di un'ora il grande scrittore arranca immergendosi in un flusso pomposo e senza fine di lettura, trasportando il pubblico in uno stato di completo stupore. La tortura viene a termine solo quando un ascoltatore esausto grida inavvertitamente "Signore, che spazzatura!" e Karmazìnov dopo lo scambio di insulti con il pubblico, infine, si chiude con un ironico "Merci, merci, merci". In questa atmosfera ostile Stepan Trofìmovic sale sul palco. Si tuffa a capofitto in una appassionata esposizione dei propri ideali estetici, a cui unisce la condanna per quei giovani che di quegli ideali si sono appropriati e che li stanno però disonorando con il loro comportamento inqualificabile. L'intervento di Stepan Trofìmovic provoca la derisione e le proteste da parte del pubblico ed egli finisce per imprecare e andarsene arrabbiato. Un pandemonio scoppia con un terzo lettore inaspettato, un 'professore' da Pietroburgo, che subito sale sul palco al suo posto. A quanto pare deliziato dal disordine, il nuovo oratore si lancia in un'invettiva frenetica contro la Russia, gridando con tutte le sue forze e gesticolando con il pugno. Egli è infine trascinato fuori dal palco da sei funzionari, ma riesce in qualche modo a fuggire e torna a continuare brevemente la sua arringa, prima di essere trascinato via di nuovo. I suoi sostenitori tra il pubblico accorrono in suo aiuto e nel caos generale, a coronare il disastro ormai consumatosi, una studentessa sale sul palco per informare il pubblico della difficile condizione degli studenti oppressi.
In seguito, Pyotr Stepanovich (che era misteriosamente assente dalla lettura) cerca di convincere una traumatizzata Julia Michàjlovna che non era andata poi così male come si pensa e che è essenziale per lei esser presente al ballo. Riferisce anche che in città si è diffusa la notizia di un altro scandalo: Lizavèta Nikolàevna ha lasciato la sua casa e il fidanzato, ed è scappata a Skvorèsniki con Stavrogin.
Nonostante il disastro della lettura, quella sera si tiene comunque il ballo, con Julia Michàjlovna e Andrey Antonovich presenti. Molti del pubblico più rispettabile hanno scelto di non partecipare, mentre è aumentato il numero di personaggi dubbi. Quasi nessuno balla, la maggior parte sono ad abbuffarsi al buffet. In attesa che qualcosa accada, molti lanciano sguardi curiosi e indiscreti alla Von Lembke. Una 'quadriglia letteraria' è stata coreografata per l'occasione, ma è volgare e stupida, e stupisce gli astanti. Scioccato da alcune delle buffonate della quadriglia e dall'atmosfera di degenerazione in sala, Andrey Antonovich non si trattiene e torna a comportarsi in modo folle e autoritario, mentre una spaventata Julia Michàjlovna è costretta a scusarsi per lui. Qualcuno grida "al fuoco!" e affacciandosi alle finestre tutti vedono che un grande incendio sta infuriando nella parte di città al di là del fiume. C'è una fuga precipitosa dal ballo, ma Andrey Antonovich, ormai in preda alla follia, urla che tutti devono essere ricercati, compresa la moglie, Julia Michàjlovna, che sviene. Andrey Antonovich insiste poi per recarsi sul luogo dell'incendio, dove viene colpito da una trave caduta e perde conoscenza. Al suo risveglio appare ormai chiaro che non recupererà più la sua sanità mentale, e la sua carriera come governatore volge al termine. L'incendio infuria per tutta la notte, ma al mattino si è ridotto e la pioggia sta cadendo. La notizia di un omicidio strano e terribile inizia a diffondersi: un certo capitano, la sorella e la loro domestica di servizio sono stati trovati accoltellati a morte nella loro casa parzialmente bruciata al confine della città.
Stavrogin e Liza hanno passato la notte insieme e si sono svegliati alla luce morente del fuoco. Liza è pronto a lasciarlo, pentita per la loro scappatella. Pètr Stepànovic arriva per comunicare la notizia della morte dei Lebjàdkin. Dice che l'assassino era Fèd'ka il condannato, nega ogni suo coinvolgimento e assicura a Stavrogin che legalmente (e, naturalmente, moralmente) anche lui è in salvo. Quando Liza chiede la verità a Stavrogin, lui risponde che lui era contro l'omicidio, ma sapeva che stava per accadere e non ha fermato gli assassini. Liza si precipita fuori in uno stato di frenesia, determinata a raggiungere il luogo degli omicidi per vedere i corpi. Stavrogin dice a Pètr Stepànovic di fermarla, ma Pètr Stepànovic esige una risposta alla sua proposta, convinto di meritarsi la riconoscenza di Stavrogin ora che lo ha liberato dai Lebjàdkin. Stavrogin risponde che potrebbe anche dire sì, se solo non fosse un tale buffone, e gli dice di tornare domani. Placato, Pètr Stepànovic insegue Liza, ma il tentativo di fermarla è abbandonato quando Mavrìkij Nikolàevic, che l'ha aspettata fuori tutta la notte, si precipita in suo aiuto. Lui e Liza raggiungono la città insieme, sotto la pioggia battente. Sulla scena degli omicidi si è raccolta una folla di curiosi. A questo punto si sa che è la moglie di Stavrogin che è stata uccisa, e Liza, che tutti sanno essere scappata con Stavrogin la sera prima, viene giudicata come la "mandante" degli omicidi. Lei e Mavrìkij Nikolàevic vengono attaccati da individui ubriachi e inferociti sparsi nella folla. Liza è colpita più volte alla testa e viene uccisa.
La maggior parte della rabbia della società per gli eventi della notte è diretta verso Julia Michàjlovna. Pètr Stepànovic non è sospettato e si diffonde la notizia che Stavrogin è fuggito sul treno per Pietroburgo. L'associazione rivoluzionaria, tuttavia, è in allarme. I membri sono sul punto di ammutinarsi, finché Pètr Stepànovic mostra loro una lettera di Lebjàdkin a Von Lembke in cui il capitano prometteva di denunciare i rivoluzionari, dimostrando che era inevitabile metterlo a tacere. Egli indica il loro coinvolgimento innegabile e dice loro che anche Shatov è determinato a denunciarli. Essi concordano sul fatto che Shatov dovrà essere ucciso e viene organizzato un piano per attirarlo nel luogo isolato dove ha sepolto la macchina usata per stampare i proclami della società. Pyotr Stepanovich spiega poi che Kirillov ha già accettato di prendersi la responsabilità di tutti i loro crimini prima di suicidarsi e che quindi nessuno di loro rischierà niente.
Shatov nel frattempo è alle prese con l'inatteso ritorno della sua ex moglie Marie, che ha bussato alla sua porta, da sola, malata e povera. Lui è felice di vederla e quando si scopre che lei sta per partorire il figlio frutto della sua relazione con Stavrogin si mette freneticamente ad aiutarla. Il bambino nasce e Shatov, riconciliato con Marie, è pronto a diventarne il padre, infischiandosene del tradimento della moglie con Stavrogin; Shatov sembrerebbe anche aver definitivamente messo da parte il suo proposito di denunciare l'associazione di Pètr Stèpanovic, ora che ha ritrovato la felicità con Marie e il bambino. Quella notte l'emissario del gruppo rivoluzionario, un fedelissimo seguace di Pètr Stèpanovic - Erkel - arriva per scortare Shatov al luogo isolato del parco di Skvorèsniki dove è sepolta la macchina da stampa. Pensando che dopo aver consegnato il macchinario sarà finalmente libero di allontanarsi dalla società, Shatov accetta di andarvi senza alcun sospetto. Mentre mostra a Erkel il posto, gli altri membri del gruppo saltano fuori e lo afferrano; Verchovènskij lo uccide con un colpo a bruciapelo in fronte. Mentre tentano maldestramente di sbarazzarsi del corpo gettandolo nello stagno, uno dei partecipanti al reato - Ljàmsin - perde la testa e comincia a strillare come un animale. Dopo averlo calmato, ognuno va per la propria strada.
Pètr Stepànovic, erroneamente convinto che ormai nessuno avrà più il coraggio di confessare ciò che hanno fatto, si reca da Kirillov, dove, secondo gli accordi, detterà al suicida la lettera che dovrà scrivere e poi lo lascerà uccidersi. Tuttavia, la notizia della morte di Shatov e il suo mai nascosto odio per Pètr Stèpanovic suscitano in Kirillov una certa riluttanza a rispettare il patto e i due si dilungano in un'animata discussione, entrambi con le pistole in mano. Alla fine Kirillov, anche lui in preda ad un delirio sempre più incontrollabile, sembra aver superato i suoi dubbi e scrive faticosamente la lettera per assumersi la responsabilità dei crimini di Pètr Stèpanovic; corre poi nella stanza accanto per suicidarsi. Non sentendo nessun colpo di pistola, Pètr Stepànovic, che comincia a temere che in realtà Kirillov voglia sparare a lui, lo segue con cautela nella stanza buia, dove viene effettivamente aggredito dall'ormai impazzito Kirillov. Pètr Stepànovic scappa in preda al panico e nel mentre un colpo di pistola risuona nella notte. Verchovènskij torna in casa per accertarsi che Kirillov si sia effettivamente sparato alla testa e se ne va soddisfatto.
Nel frattempo, Stepàn Trofìmovic, ignaro degli orrori che si svolgono e sentendosi una sorta di eroe abbandonato da tutti, ha lasciato la città a piedi, determinato a prendere la strada maestra verso un futuro incerto. Vagando con nessuno scopo o destinazione reale, gli viene offerto un passaggio da alcuni contadini. Lo portano al loro villaggio dove incontra Sòfja Matvèevna, una venditrice di vangeli, alla quale si affeziona immediatamente. Si avviano insieme, ma Stepàn Trofìmovic si ammala e sono costretti a prendere una camera in uno dei villaggi successivi. Stepan racconta a Sòfja Matvèevna una versione un po' abbellita della sua vita e la supplica di non lasciarlo. Nel frattempo, Varvara Petrovna aveva saputo della fuga di Stepan Trofìmovic, con un sentimento misto di rabbia e preoccupazione, si era gettata al suo inseguimento. Lo raggiunge al villaggio e comincia tirannicamente a rimproverarlo, non prima di aver ordinato a Sòfja Matvèèvna di andarsene; poi però si rende conto che lui è molto malato e che Sòfja Matvèevna si è presa cura di lui, e il suo atteggiamento si ammorbidisce. Avviene una difficile riconciliazione tra i due amici, durante la quale vengono richiamati alcuni eventi dolorosi del passato: sia Stepan che Varvara confessano di essersi amati. Diventa evidente che Stepàn Trofìmovic sta morendo. Nelle sue ultime ore coscienti riconosce gli errori della sua vita, perdona tutti, compreso il figlio "Petrùsa", e fa un discorso estatico che esprime il suo ri-acceso amore per Dio.
Vedendo che Shatov non torna, Marie, ancora esausta dopo il parto, si spaventa e va a cercarlo a casa di Kirillov. L'incontro con la terribile scena del suicidio la atterrisce; afferra il suo bambino appena nato e si precipita fuori al freddo, disperatamente in cerca di aiuto. Il freddo ucciderà entrambi.
Alla fine, le autorità sono chiamate sulla scena. Hanno letto la nota di Kirillov e poco tempo dopo il corpo di Shatov viene scoperto a Skvorèsniki. La scena del crimine di Skvorèsniki rivela che Kirillov non può aver fatto tutto da solo, anche se lui dice così nella sua lettera, ma probabilmente ciò non sarebbe bastato a rivelare l'esistenza di un gruppo organizzato di cospiratori rivoluzionari dietro a tutti i crimini e disordini se non fosse stato per Ljàmsin. Questi infatti, non in grado di sopportare i suoi sensi di colpa, fa una confessione dettagliata alle autorità, sperando di ottenere in cambio qualche sconto di pena. Racconta la storia del complotto in grande dettaglio e il resto dei membri dell'associazione viene arrestato, con l'eccezione di Pètr Stepànovic che ha lasciato la città per Pietroburgo dopo il suicidio di Kirillov e che riuscirà a sfuggire alla cattura.
Varvara Petrovna, tornata a casa dopo la morte di Stepàn Trofìmovic, è molto scossa da tutte le terribili notizie. Darya Pavlovna riceve una lettera inquietante da Nikolàj Vsèvolodovic, il quale le chiede di raggiungerla in Svizzera, dove Stavrogin ha intenzione di trascorrere il resto dei suoi giorni per tentare di cancellare i suoi molti fantasmi. Darya mostra la lettera a Varvara Petrovna e entrambe si decidono a partire per raggiungere Stavrogin, quando giunge l'improvvisa notizia che in realtà Nikolaj Vsèvolodovic si trova a Skvorèsniki, chiuso nelle sue stanze. Le due donne si recano lì, giusto in tempo per scoprire che Nikolàj Vsèvolodovic si è impiccato.

## Fortuna

### La pubblicazione
I primi capitoli del romanzo vengono pubblicati nel numero del gennaio 1871 del "Messaggero Russo", accolti con discreto entusiasmo dai critici. Ad A. N. Majkov, che si era complimentato per l'opera, Dostoevskij risponde il 14 marzo dicendo che è contento dei complimenti ma che non è sicuro del risultato finale. "Sono terrorizzato come un topo spaventato. L'idea mi ha affascinato e me ne sono innamorato, ma riuscirò a dominarla e non guasterò invece tutto il romanzo? Sarebbe un vero disastro!"
Nel giugno del 1871, Dostoevskij è a Dresda per un viaggio di salute. Ricevuto il denaro dal "Messaggero Russo", parte per tornare in patria. Ma prima incarica la moglie di un compito doloroso: bruciare i manoscritti delle sue opere che aveva con sé, perché alla perquisizione della dogana avrebbe altrimenti avuto dei problemi. Va così definitivamente persa la versione originale de I demoni.
Nel 1873, l'autore decide di pubblicare a proprie spese un'edizione in un unico volume della sua opera, scelta dovuta quasi esclusivamente a carenze finanziarie. È da sottolineare il fatto che all'epoca nessuno scrittore pubblicava a proprie spese, e quindi tutta l'operazione era molto rischiosa. Ma Dostoevskij vuole rischiare, e il 20 gennaio di quell'anno la Tipografia Zamyslovskij gli manda le prime copie stampate.
Due giorni dopo sul giornale "La voce" viene annunciata la pubblicazione del romanzo, e già alle 9 di mattina si presenta alla porta dell'autore un impiegato di una libreria a chiederne alcune copie. Alla fine della sola prima giornata, sono vendute 115 copie del romanzo, per un incasso di 300 rubli. Entro la fine dell'anno vengono vendute un totale di 3 000 copie, e la giacenza di 500 esemplari viene smaltita nei tre anni successivi.

### Il successo
I demoni rimane un romanzo di grande successo, anche se al suo esordio non tutti ne furono convinti. Il 10 maggio 1879, 8 anni dopo la prima pubblicazione, Dostoevskij scrive a Nikolaj Alekseevič Ljubimov, editore del "Messaggero Russo": "Ne I demoni c'è una quantità di personaggi che mi sono stati contestati come meramente fantastici. Ma in seguito, che Voi lo crediate o no, sono stati tutti confermati dalla realtà, il che significa che erano stati esattamente intuiti. Per esempio, K. P. Pobedonoscev mi ha riferito di due o tre casi di anarchici arrestati che erano sorprendentemente simili a quelli da me raffigurati ne I demoni".

## Traduzioni italiane
- I demonî, traduzione di Alfredo Polledro, Torino, Slavia, 1927. - Torino, Einaudi, 1942-2023; Orpheus Libri.
- Gli ossessi, traduzione di Olga Resnevic, Foligno, Campitelli, 1928.
- I demoni, traduzione di Maria Racovska ed Ettore Fabietti, Sesto San Giovanni, Milano, Barion, 1930.
- I demoni, traduzione di Sergio Balakoucioff, Milano, Barion, 1931.
- I demoni, traduzione di Rinaldo Küfferle, Milano, Mondadori, 1931-2017. - a cura di Eridano Bazzarelli, Milano, Mursia, 1958-1981. [dal 1953 la traduzione, modificata senza consenso, e pubblicata da Mondadori fino al 2020, fu disconosciuta dal Küfferle] Introduzione di Remo Cantoni, Mondadori, 1953; con un estratto dal saggio «Dostoevskij» di Dmítrij Petròvic Sviatopòlk Mìrskij, cronologia e antologia critica di Arrigo Bongiorno, Mondadori, 1972; Bibliografia e cura di Igor Sibaldi, con un saggio di Octavio Paz, Collana Oscar Classici, Mondadori, 1990-2012.
- Gli indemoniati, a cura di Margherita Santi-Farina, Roma, Gherardo Casini, 1957. - col titolo I demoni, Newton Compton, Roma, 2001-2017.
- I demoni. I taccuini per «I Demoni», traduzione di Giorgio Maria Nicolai, note e cura di Ettore Lo Gatto, Romanzi e taccuni. Vol. III, Firenze, Sansoni, 1958-1993. - Collana I grandi libri, Milano, Garzanti, 1973-1990; ora pubblicata nella Collana Il pensiero occidentale, Introduzione di Armando Torno, Bompiani, Milano, 2009, ISBN 978-88-45-26253-1. [la traduzione Sansoni, ora Bompiani, è una revisione di quella del Küfferle]
- I demoni, traduzione di Giovanni Buttafava, Introduzione di Pietro Citati, Milano, BUR, 1981-2001. - 2 voll., Collezione La Grande Biblioteca, Milano, Fabbri Editori, 1994.
- I demoni, traduzione di Francesca Gori, 2 voll., a cura di Fausto Malcovati, Milano, Garzanti, 1991.
- I demoni, traduzione di e Postfazione di Mirco Gallenzi, Collana I Classici Classici, Milano, Frassinelli, 1995, ISBN 978-88-768-4328-0. - Sperling & Kupfer, Milano, 2003; Nuova ed., Introduzione di Remo Cantoni, Collana Oscar Classici, Milano, Mondadori, 2021, ISBN 978-88-047-3965-4.
- I demoni, traduzione di e cura di Gianlorenzo Pacini, Collana UEF. I Classici, Milano, Feltrinelli, giugno 2000-2024.
- I demoni, traduzione di Desdemona Rossi, Collana Classici tascabili n.36, Milano, Baldini Castoldi, 2011, ISBN 978-88-607-3938-4.
- I demonî, traduzione di Serena Prina, Collana Biblioteca, Vicenza, Neri Pozza, 2023, ISBN 978-88-545-2534-4.
- I demoni, traduzione di Emanuela Guercetti, Collana Supercoralli. Le Grandi Traduzioni, Torino, Einaudi, 2024, ISBN 978-88-062-6047-7.

## Riduzioni teatrali
Nel 1957 il drammaturgo Diego Fabbri ne trasse una riduzione teatrale che fu portata in scena dal Teatro Stabile di Genova, per la regia di Luigi Squarzina e l'interpretazione di Enrico Maria Salerno (Stavrogin) e Tino Buazzelli (Pëtr Stepanovič).

## Filmografia
Film che si ispirano al romanzo, o ai suoi personaggi. Solo i titoli evidenziati sono usciti in Italia.
- 1915 - Nikolay Stavrogin, regia di Yakov Protazanov
- 1967 - La cinese (La Chinoise), regia di Jean-Luc Godard
- 1969 - The Possessed, miniserie televisiva di Naomi Capon
- 1972 - I demoni, sceneggiato televisivo per la regia di Sandro Bolchi, con Luigi Vannucchi, Glauco Mauri, Lilla Brignone
- 1984 - La femme publique, film per la regia di Andrzej Żuławski
- 1988 - Dostoevskij - I demoni (Les Possédés), regia di Andrzej Wajda
- 1992 - Besy (Бесы), regia di Dmitrij e Igor Talankin
- 2007 - I demoni di San Pietroburgo, regia di Giuliano Montaldo